# Albena Brănzova
Albena Brănzova, coniugata Dimitrova (in bulgaro Албена Брънзова-Димитрова?; Plovdiv, 17 luglio 1971), è un'ex cestista bulgara, professionista nella WNBA.
È la figlia di Bojčo Brănzov e la sorella di Gergana Brănzova.

## Carriera
Con la Bulgaria ha disputato i Campionati europei del 1993.